# Aiello del Friuli
Aiello del Friuli (friuli nyelven Dael) település Olaszországban, Udine megyében. Lakosainak száma 2117 fő (2023. január 1.). Aiello del Friuli Bagnaria Arsa, Campolongo Tapogliano, Cervignano del Friuli, Ruda, San Vito al Torre és Visco községekkel határos.

## Népesség
A település népességének változása:
| Lakosok száma | 2255 | 2243 | 2117 |
|               | 2017 | 2018 | 2023 |